# Absurdisme
Het absurdisme is een filosofische stroming waarin wordt gesteld dat het leven in essentie geen betekenis heeft, het onmogelijk is rationeel te verklaren waarom er leven is en dat iedere poging om de essentie van het heelal te ontrafelen gedoemd is te mislukken. Volgens absurdisten is het menselijk lijden het resultaat van vergeefse pogingen door individuen om reden of betekenis in de absurde kloof van het bestaan te vinden. Het idee van absurdisme wordt weerspiegeld in diverse kunstvormen.

## Ontstaan

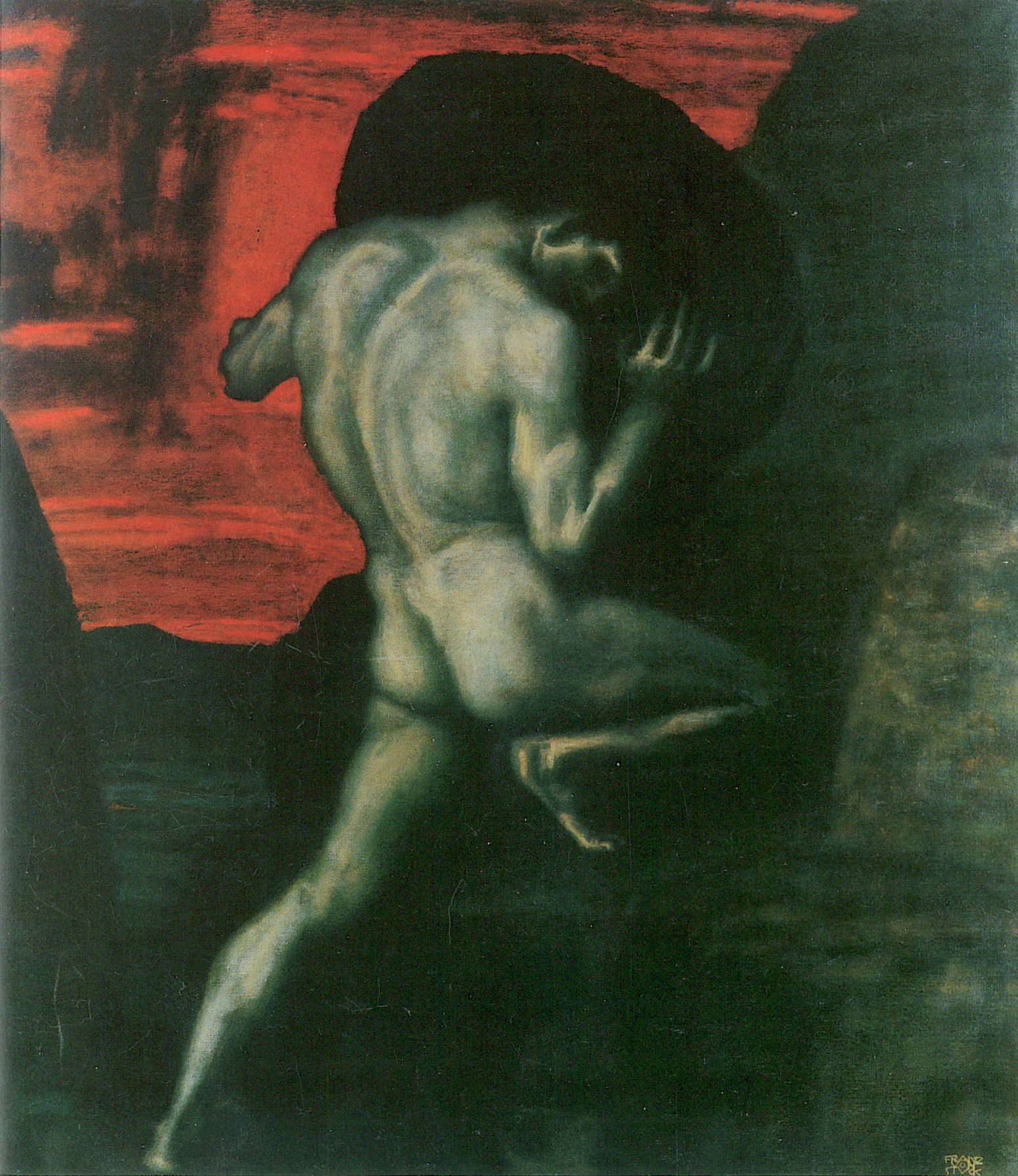
Sisyphus

Het absurdisme in filosofische zin was een afsplitsing van het existentialisme en als zodanig geworteld in het gedachtegoed van Søren Kierkegaard en Friedrich Nietzsche. In literaire zin werd het voorafgegaan door dadaïstische dichters als Hans Arp, Tristan Tzara en Ribemont-Dessaignes, en door schrijvers als Daniil Charms en Franz Kafka. De Franse filosoof en schrijver Albert Camus brak met het existentialisme en publiceerde zijn manuscript De mythe van Sisyphus, waarin hij de vraag van de zin van het leven behandelde en de mythe van Sisyphus gebruikte als metafoor voor het leven zelf. Dit bleek het begin van de absurdistische filosofie. Zoals het absurde geweld van de Eerste Wereldoorlog het dadaïsme had gebaard, en de terreur van het stalinisme Daniil Charms tot zijn absurde verhalen dreef, bracht de nasleep van de gruwelen van de Tweede Wereldoorlog een sociaal milieu met zich mee waarin een onderliggende zin, betekenis of samenhang nog fundamenteler op losse schroeven was gezet, wat vruchtbare grond was voor absurdistische overtuigingen. De aanhang van de stroming nam dan ook snel toe.

## Filosofie
Volgens absurdisten proberen mensen sinds mensenheugenis de betekenis van het heelal te ontrafelen en logica in haar bestaan te ontdekken, maar is ieder onderzoek ernaar tevergeefs. De wereld is immers irrationeel en niet vatbaar voor menselijke logica. Het onderzoek naar de essentiële (existentiële) vragen van het bestaan leidt traditioneel tot twee mogelijke uitkomsten: de conclusie is dat het leven geen betekenis heeft, of men probeert op een kunstmatige manier (zoals via godsdienst) het vacuüm op te vullen. Mensen die tot dit besef komen staan voor een zware filosofische vraag: „Moeten we het leven serieus nemen, of zouden we net zo goed zelfmoord kunnen plegen?“ Omdat mensen het instinct hebben geen gewelddadige dood te willen, kiest men meestal voor de eerste optie, waaruit volgens absurdisten de drang naar een religieuze levensinvulling is te verklaren.
Camus stelt een derde keuzemogelijkheid voor: vrede hebben met het idee dat het leven geen werkelijke betekenis heeft en doorleven. Mensen die voor deze derde optie kiezen zijn volgens Camus absurde helden. In De mythe van Sisyphus beschrijft hij drie voorbeelden van mensen met deze levensinstelling: de Veroveraar, de Toneelspeler en Don Juan.

## Kunst
Absurd toneel of nouveau théâtre is een toneelgenre waarin de absurditeit van het menselijk bestaan wordt benadrukt. Ook a-dynamische kunst en het gedachtegoed van de Fluxusbeweging worden soms tot deze categorie gerekend.

## Absurdisme als komisch stijlkenmerk
Absurdisme bestaat ook als een komische stijlvorm. Deze wordt gewoonlijk absurde humor genoemd. Onder de beroemdste beoefenaars van absurde humor bevinden zich bijvoorbeeld de leden van de Britse komische groep Monty Python, maar het fenomeen bestaat al veel langer. Verre voorlopers van absurde humor zijn leugensprookjes als Het sprookje van Luilekkerland, de avonturen van Baron von Münchhausen en Alice in Wonderland. Andere bekende absurdisten zijn Wim T. Schippers, striptekenaar Gummbah (Gertjan van Leeuwen) en Kamagurka (Luc Charles Zeebroek).